# 341 (číslo)
Tři sta čtyřicet jedna je přirozené číslo, které následuje po čísle tři sta čtyřicet a předchází číslu tři sta čtyřicet dva. Římskými číslicemi se zapisuje CCCXLI a řeckými číslicemi τμα.

## Matematika
341 je:
- Poloprvočíslo
- Nešťastné číslo
- Osmiúhelníkové číslo
- Součet sedmi po sobě jdoucích prvočísel (37 + 41 + 43 + 47 + 53 + 59 + 61)

## Astronomie
- (341) California je planetka hlavního pásu, kterou objevil v roce 1892 Max Wolf

## Doprava
- Silnice II/341 je česká silnice II. třídy vedoucí na trase Hrbokov – Heřmanův Městec[1][2]

## Roky
- 341
- 341 př. n. l.